# Prinses-van-Walesparkiet
De prinses-van-Walesparkiet (Polytelis alexandrae) is een vogel uit de familie der Psittaculidae (papegaaien van de Oude Wereld). Het is een voor uitsterven gevoelige, endemische vogelsoort van West-Australië. De parkiet is vernoemd naar prinses Alexandra van Denemarken, die in 1863 trouwde met de toenmalige Prins van Wales.

## Kenmerken
De vogel is 45 cm lang. De snavel is roze-rood met een geel puntje. De kruin en de nek zijn zachtblauw dat naar de mantel en bovenvleugel toe geleidelijk overgaat in olijfkleurig bruin. Onder de snavel heeft deze parkiet een rozekleurige bef, de rest van de borst en buik zijn vuilgeel tot grijs gekleurd. De rug en stuit zijn bleekpaars en de staart is licht grijsgroen met geel, rood, grijs en zwart in de buitenste staartpennen. Het vrouwtje is nog doffer van kleur en heeft een kleinere roze bef.

## Verspreiding en leefgebied
De vogel komt voor in de droge gebieden van de binnenlanden van Australië. Het kerngebied ligt in het noorden en midden van de deelstaat West-Australië en in de Grote Victoriawoestijn. Het leefgebied bestaat uit zandige halfwoestijnen met verspreide graspollen en doornig struikgewas. Ze nestelen in bomen in de buurt van waterbronnen.

## Voortplanting
Zoals bij vele parkietensoorten, maken ook deze dieren geen nest. Ze gebruiken holtes in de stam en de bast, 4 tot 10 meter boven de grond in een geschikte boom, meestal Eucalyptus camaldulensis. Daarin legt het vrouwtje 4 tot 6 witte eitjes. De eitjes worden in 21 dagen door het vrouwtje uitgebroed. De jongen worden door beide ouders gevoerd en vliegen na ongeveer 5 weken uit.

## Status
De prinses-van-Walesparkiet heeft een beperkt verspreidingsgebied en daardoor is de kans op uitsterven aanwezig. De soort is altijd schaars in aantal geweest en tussen ongeveer 1850 en 1950 is het verspreidingsgebied met 50% afgenomen. De aantallen fluctueren sterk, maar volgens  BirdLife International is er geen bewijs dat de aantallen sinds 1950 systematisch afnemen. Het aantal wordt geschat op vijfduizend volwassen individuen. Om deze redenen staat deze soort als gevoelig op de Rode Lijst van de IUCN.